# Pelmatencyrtus bonariensis
Pelmatencyrtus bonariensis is een vliesvleugelig insect uit de familie Encyrtidae. De wetenschappelijke naam is voor het eerst geldig gepubliceerd in 1964 door De Santis.